# Israel Blake Cantero
Pour les articles homonymes, voir Blake.
Antonio Israel Blake Cantero, né le 9 octobre 1967 à Cienfuegos (Cuba), est un footballeur devenu à la fin de sa carrière entraîneur. Il a notamment été le sélectionneur d'Haïti entre 2012 et 2013.

## Biographie

### Carrière de joueur
Blake Cantero a effectué sa carrière au poste de défenseur au sein du FC Cienfuegos. Il a également porté les couleurs de l'équipe de Cuba de football, participant notamment à la phase finale de la Gold Cup 1998, où les Cubains sont éliminés dès le premier tour. Il dispute les deux matchs de Cuba, achevés sur deux défaites, face aux États-Unis et au Costa Rica.

### Carrière d'entraîneur
À la fin de sa carrière de joueur, il a travaillé au sein de la direction technique nationale cubaine durant sept ans avant de diriger les moins de 17 ans cubains durant l'année 2011. Il a ainsi dirigé les jeunes Cubains lors de la phase finale de la Coupe des nations de la CONCACAF des moins de 17 ans, organisée en Jamaïque, en février 2011. Le résultat est décevant avec une défaite face aux États-Unis et un nul contre le Panama, coaché par Julio Dely Valdés.
En mai 2012, la fédération haïtienne décide de faire appel à lui pour remplacer le sélectionneur de l'équipe nationale, le Brésilien Edson Tavares. Israël Blake Cantero est le deuxième entraineur cubain à être nommé à la tête de la sélection haïtienne. Le premier, Armelio Luis García, a dirigé les Rouges et Bleus entre 2007 et 2008.
Sous ses ordres, les Grenadiers vont monter sur le podium de la Coupe caribéenne des nations 2012, assurant du même coup leur participation à la phase finale de la Gold Cup 2013, organisée aux États-Unis (élimination au premier tour). Blake Cantero a appelé dans son staff technique plusieurs de ses compatriotes, notamment Gregorio Modesto Broche Gómez, qui est nommé préparateur physique de l'équipe.
Depuis 2016, il entraîne le Pigotts Bullets FC, club de première division d'Antigua-et-Barbuda.

## Palmarès

### Joueur
- FC Cienfuegos
  - Champion de Cuba en 1990-1991[5].